# Шмидт, Фёдор Иванович
Фридрих (Фёдор Иванович, иногда Андреевич) Шмидт (1766, Элленбург, Саксония — 6 мая 1845) — германский и впоследствии российский писатель

, переводчик, философ

 и педагог.

## Биография
Родился в семье пастора. Окончил гимназию Св. Фомы в Лейпциге, в 1789 году — Лейпцигский университет, по окончании которого получил степень магистра свободных наук и доктора философии. 
С 1792 года — в России. Здесь он начал заниматься изучением России, путешествовал по разным губерниям и в 1798 году издал на немецком языке сочинение, переведённое на русский язык, под заглавием «Начертание о начале и успехах регулярного войска в России», за которое удостоился награды от Павла I. 
В мае 1804 года был назначен профессором философии и греческого языка Демидовского училища высших наук, до 1815 года пять раз избирался его проректором, в 1819 году принял российское подданство, в 1825—1830 годах был инспектором классов. 
В 1830 году вышел в отставку.
Научные труды Шмидта, кроме вышеприведённого сочинения, были переводами на немецкий язык: «Историческое изображение Грузии»; «Краткое описание города Ярославля» (на русском и немецком языках, с программой об открытии в Ярославле Демидовского высших наук училища).
Завещал училищу капитал в 2000 рублей, чтобы на проценты с него награждали золотой медалью окончивших курс студентов.